# My Sister’s Crown
A My Sister’s Crown (magyarul: A nővérem koronája) a cseh Vesna együttes dala, mellyel Csehországot képviselték a 2023-as Eurovíziós Dalfesztiválon Liverpoolban. A dal 2023. február 7-én, a cseh nemzeti döntőben, az ESCZ-ben megszerzett győzelemmel érdemelte ki a dalversenyen való indulás jogát.

## Eurovíziós Dalfesztivál
2023. január 16-án a Česká Televize (ČT) bejelentette, hogy az együttes is résztvevője az Eurovision Song CZ cseh eurovíziós nemzeti döntőnek. A dal január 30-án jelent meg, majd a következő napon a cseh döntőben adták elő. A február 7-én rendezett döntő eredményhírdetésén a cseh nézők szavazatai és a külföldi nézők szavazatai alapján megnyerték a döntőt, így ők képviselhetik Csehországot az Eurovíziós Dalfesztiválon.
A dalfesztivál előtt Varsóban, Tel-Avivban, Madridban, Amszterdamban és Londonban eurovíziós rendezvényeken népszerűsítették versenydalukat.
A dalt először a május 9-én megrendezett első elődöntőben fellépési sorrendben tizenharmadikként adták elő, az Azerbajdzsánt képviselő TuralTuranX Tell Me More című dala után és a Hollandiát képviselő Mia Nicolai és Dion Cooper Burning Daylight című dala előtt. Az elődöntőből negyedik helyezettként sikeresen továbbjutottak a május 13-i döntőbe, ahol fellépési sorrendben tizennegyedikként léptek fel, a Finnországot képviselő Käärijä Cha Cha Cha című dala után és az Ausztráliát képviselő Voyager Promise című dala előtt. A zsűri szavazáson a tizedik helyen végeztek 94 ponttal (Svájctól maximális pontot kaptak), míg a nézői szavazáson a tizenhetedik helyen végeztek 35 ponttal, így összesítésben 129 ponttal a verseny tizedik helyezettjei lettek, ezzel megszerezve az ország második legjobb eurovíziós eredményét.
A következő cseh induló Aiko Pedestal című dala volt a 2024-es Eurovíziós Dalfesztiválon.

### Kapott pontok
Első elődöntő
| Szavazat | Össz | Szavazó országok | Szavazó országok | Szavazó országok | Szavazó országok | Szavazó országok | Szavazó országok | Szavazó országok | Szavazó országok | Szavazó országok | Szavazó országok | Szavazó országok | Szavazó országok | Szavazó országok | Szavazó országok | Szavazó országok | Szavazó országok | Szavazó országok | Szavazó országok    | Szavazó országok |
| Szavazat | Össz | Norvégia         | Málta            | Szerbia          | Lettország       | Portugália       | Írország         | Horvátország     | Svájc            | Izrael           | Moldova          | Svédország       | Azerbajdzsán     | Hollandia        | Finnország       | Franciaország    | Németország      | Olaszország      | A Világ többi része |                  |
| -------- | ---- | ---------------- | ---------------- | ---------------- | ---------------- | ---------------- | ---------------- | ---------------- | ---------------- | ---------------- | ---------------- | ---------------- | ---------------- | ---------------- | ---------------- | ---------------- | ---------------- | ---------------- | ------------------- | ---------------- |
| Nézők    | 110  | 7                | 2                | 8                | 5                | 6                | 3                | 8                | 4                | 8                | 5                | 7                | 5                | 6                | 12               | 4                | 7                | 8                | 5                   |                  |

Döntő
| Zsűri | 94 | 7 | 7 |   | 8 |  |   | 3 |  |   | 5 | 4 | 8  | 3 | 5 | 7 |   |  |  |   |  | 6 | 1 | 1 | 4 | 12 |  |  |  | 4 | 3 |  | 6 |   |  |  |  |  |
| Nézők | 35 | 2 | 2 | 1 |   |  | 1 |   |  | 3 |   |   | 10 |   |   |   | 3 |  |  | 3 |  |   | 4 |   |   |    |  |  |  | 2 | 3 |  |   | 1 |  |  |  |  |

## Galéria

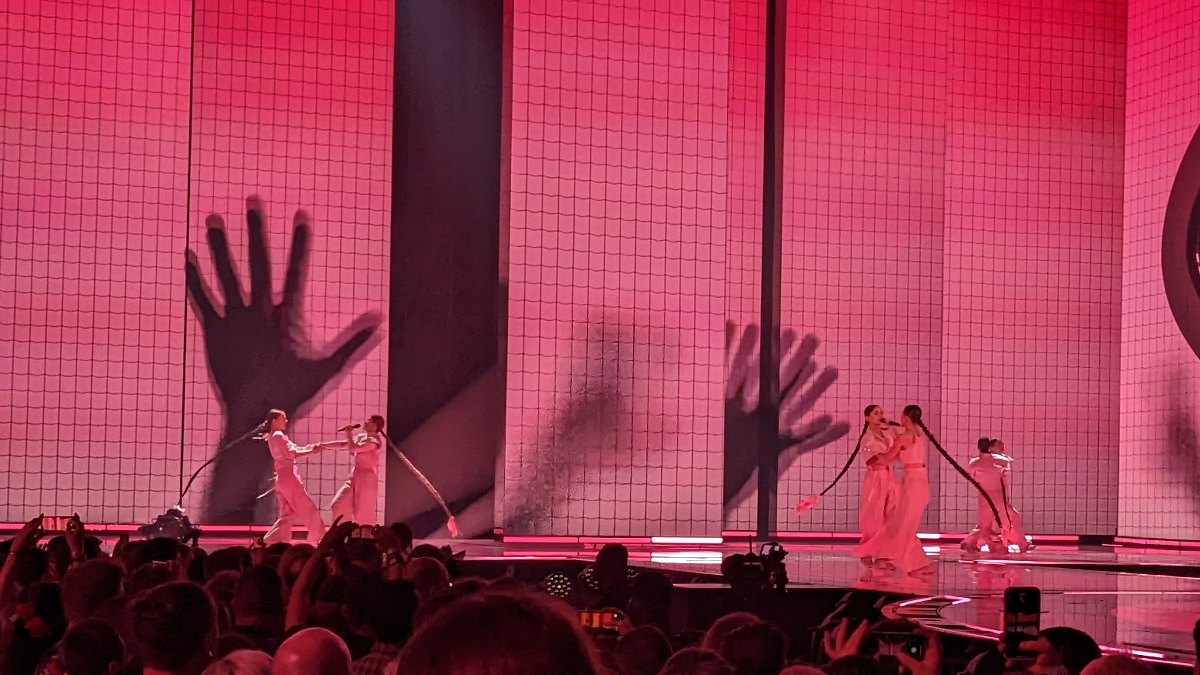
Az elődöntőben
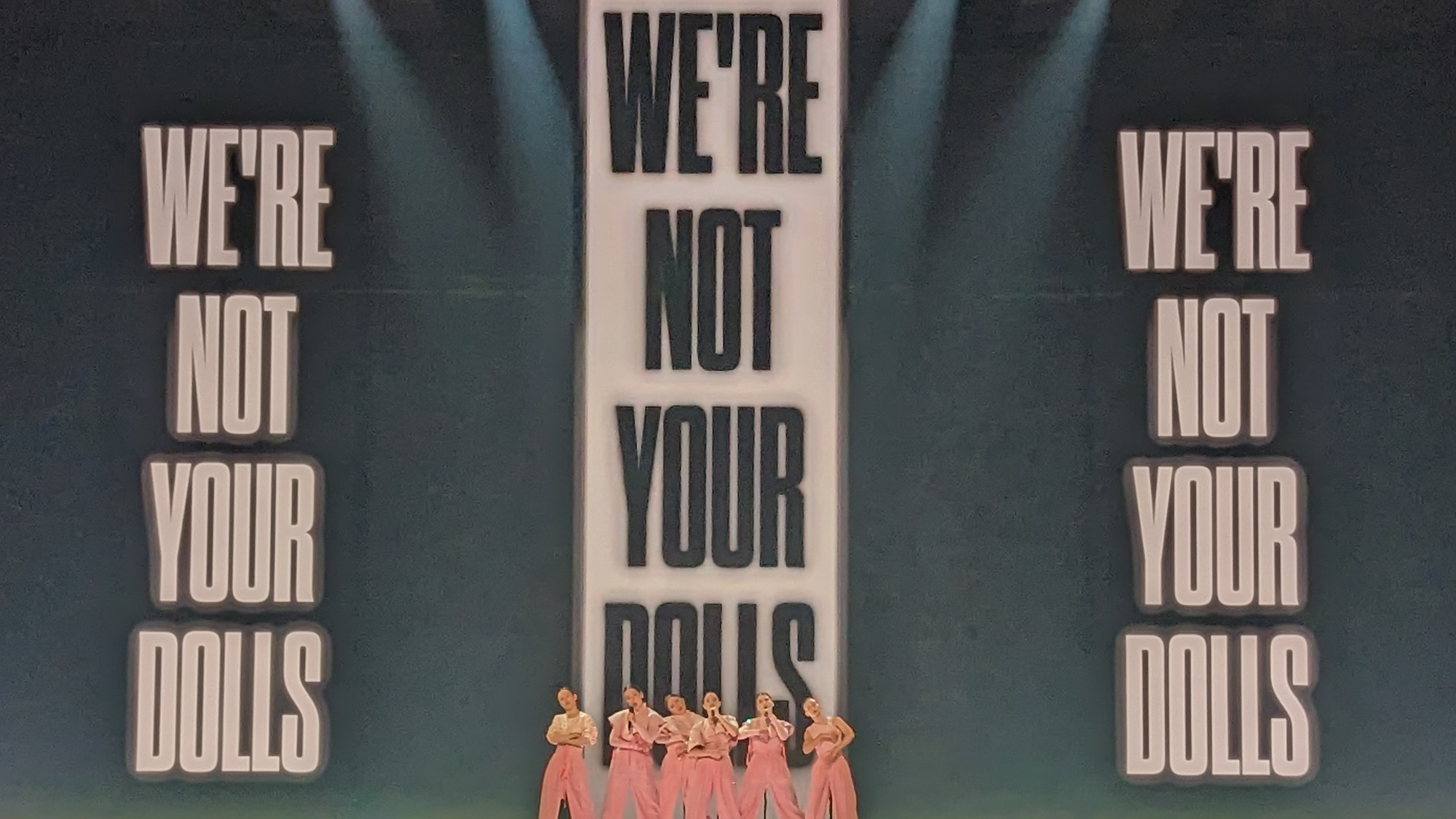
A döntőben

## Dalszöveg
| Sestro krasyva, oj ty sylna Chorobra jedyna, korona tvoya Sestro krasyva, oj ty sylna Chorobra jedyna, korona tvoya My sister's crown Don't take it down – A dal refrénje | Gyönyörű nővérem Annyira erős vagy Bátor és az egyetlen A korona a tiéd A nővérem koronája Ne vedd le róla – A dal refrénje magyarul |